# Ancistrus formoso
Az Ancistrus formoso a sugarasúszójú halak (Actinopterygii) osztályának harcsaalakúak (Siluriformes) rendjébe, ezen belül a tepsifejűharcsa-félék (Loricariidae) családjába tartozó faj.

## Előfordulása
Az Ancistrus formoso kizárólag Dél-Amerikában, a brazíliai Buraco do Ducho-barlangrendszerben fordul elő.

## Megjelenése
Ez a halfaj legfeljebb 7,9 centiméter hosszú. Testszíne fehéres, majdnem átlátszó. Visszafejlődött szemeit bőr borítja. Az alsó állkapcsán levő rövid tapogatónyúlvány az ajkához van nőve.

## Életmódja
A trópusi édesvizeket kedveli. A barlangokban levő vizek fenekén él; elzárva a külvilágtól.

## Felhasználása
Az Ancistrus formosónak nincsen halászati értéke. Legfeljebb az akváriumok részére fognak be belőle.